# 224
Cette page concerne l'année 224  du calendrier julien. Pour l'année 224 av. J.-C., voir 224 av. J.-C. Pour le nombre 224, voir 224 (nombre).
L'année 224 est une année bissextile qui commence un jeudi.

## Événements
- 28 avril : Artaban V, dernier roi Parthe Arsacide est vaincu et tué à Hormizdaghan, au nord d’Ispahan par  Adachîr Ier ou Ardachêr, qui entre à triomphalement dans la capitale parthe Ctésiphon à l'automne 226[1]. La Perse est unifiée par Ardachêr, fils de Pâbag, petit-fils du mage Sassan, prince de Perse, fondateur de la dynastie des Sassanides, qui règne jusqu'en 241. Sassan, prêtre d’un temple de Stakhr, en Perside, se disait descendant de la dynastie Achéménide.

## Naissances en 224
- Pei Xiu, ministre, géographe et cartographe du Royaume de Wei.

## Décès en 224
- 28 avril : Artaban V.